# 투민
부투민(베트남어: Vũ Thu Minh, 1977년 9월 22일 ~ )은 베트남의 가수이다.